# Schiavi di New York
Schiavi di New York (Slaves of New York) è un film di James Ivory del 1989.

## Trama
2000. New York è una città fatiscente e degradata da cumuli di immondizia accatastati per le strade e con le case ridotte a topaie. Qui vive la giovane Eleonor, impacciata correttrice di bozze presso un giornale ed eccentrica creatrice di strampalati cappellini. Convivente di Stash, un pittore nevrotico, Eleonor ha modo di frequentare un camaleontico assortimento di personaggi stravaganti fra cui i pittori Marley e Sherman; lo scrittore Michel Sike; il mercante d'arte Victor Okrent; il bizzarro Ruche, organizzatore di estrose sfilate di moda. Assistendo ad un continuo gioco delle parti fra coppie perennemente instabili, che si uniscono senza passioni e si sciolgono senza traumi, Eleonor si stupisce delle gelosie di Stash e ne subisce le nevrosi ma lo abbandona quando ha le prove che le preferisce Daria, convivente di Sherman ed occasionale amante di Marley. Dopo un pittoresco party per festeggiare il successo ottenuto con i suoi cappellini, delusa degli invitati, accetta una frenetica corsa in moto nella notte.